# Методизам
Методизам или методистички покрет је група историјски сродних деноминација протестантског хришћанства које своју доктрину, праксе и веровања изводе из живота и учења Џона Веслија. Џорџ Вајтфилд и Џонов брат Чарлс Весли такође су били значајне ране вође покрета. Методизам је настао као препородни покрет у Енглеској цркви из 18. века и постао је засебна деноминација након Веслијеве смрти. Покрет је имао досег широм Британског царства, Сједињених Држава и шире, захваљујући снажном мисионарском раду, и у данашње време обухвата око 80 милиона следбеника широм света.
Веслијева теологија, коју подржавају методистичке цркве, усредсређена је на освећење и утицај вере на карактер хришћанина. Особене доктрине укључују ново рођење, уверење, удељену праведност, могућност целокупног посвећења, и дела побожности. Свето писмо се сматра главним ауторитетом, али методисти се такође ослањају на хришћанску традицију, укључујући историјска веровања. Већина методиста проповеда да је Исус Христ, син Божји, умро за читаво човечанство и да је спасење доступно свима. За разлику калвинистичког става да је Бог унапред одредио спасење одабране групе људи, многи методисти подучавају један вид арминијанства. Међутим, Вајтфилд и неколико других раних вођа покрета сматрани су калвинистичким методистима и држали су се калвинистичке позиције.
Поред евангелизације, методизам наглашава милосрдна дела и подршку болеснима, сиромашнима и угроженим. Ови идеали, заједнички познати као социјално јеванђеље, спроводе се у дело оснивањем болница, сиротишта, народних кухиња и школа да би се следила Христова заповест да се шири добра вест и служи свим људима.
Покрет има широк спектар облика богослужења, у распону од високе цркве до ниске цркве у литургијској употреби. Деноминације које потичу од британске методистичке традиције углавном су мање ритуалистичке, док су ритуали више наглашени у америчком методизму, посебно у Уједињеној методистичкој цркви. Методизам је познат по својој богатој музичкој традицији, а Чарлс Весли био је кључан у писању знатног дела химни Методистичке цркве.
Рани методисти су потицали са свих нивоа друштва, укључујући и аристократију, али методистички проповедници су пренели поруку радницима и криминалцима који су у то време углавном били изван досега организоване религије. У Британији је Методистичка црква имала велику утицај у раним деценијама радничке класе у развоју (1760–1820). У Сједињеним Државама, то је постала религија многих робова који су касније формирали црначке цркве у методистичкој традицији.